# Dave Brailsford

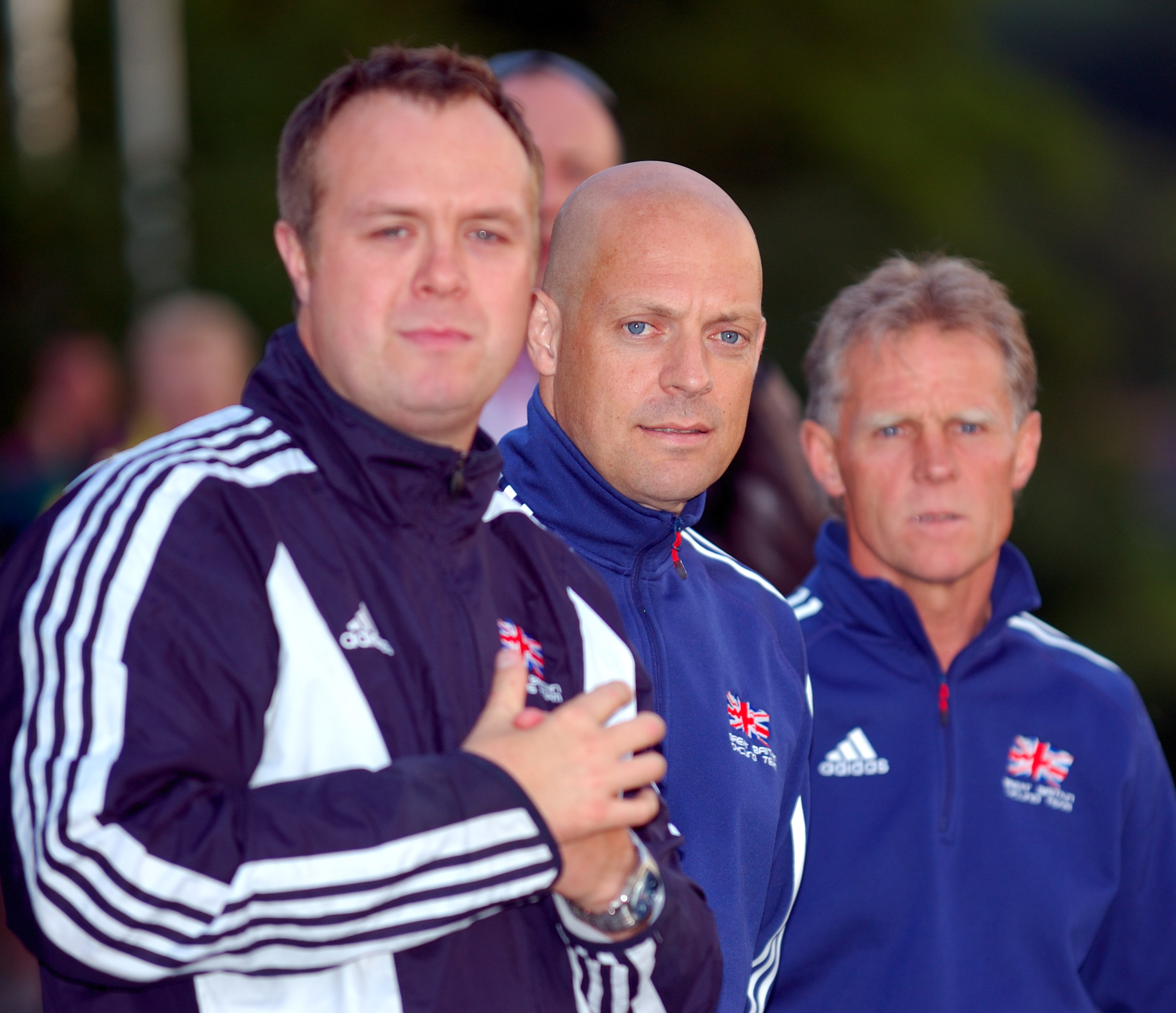
Darren Tudor, David Brailsford et Shane Sutton en 2007.

David (Dave) John Brailsford, né le 29 février 1964 à Derby, est un entraîneur de cyclisme gallois, actuellement directeur de la performance de la fédération britannique et manager de l'équipe professionnelle Ineos.

## Biographie
David Brailsford naît le 29 février 1964 à Derby, en Angleterre. Il grandit à Deiniolen (en), au Pays de Galles, ce qui en fait un locuteur gallois. Son père est guide de haute montagne dans les Alpes.
Durant son enfance, Dave Brailsford pratique le football en club, mais passe également beaucoup de temps sur son vélo. À quinze ans, une blessure au genou l'oblige à arrêter le football. Suivant le conseil de son médecin, il se tourne alors vers le cyclisme, et accompagne son père sur les routes. À 19 ou 20 ans, il décide de quitter son travail d'apprenti dessinateur industriel pour tenter une carrière cycliste en France. Il arrive d'abord à Grenoble, puis rencontre un dirigeant de l'ASPTT Saint-Étienne, qui lui propose de s'entraîner avec les coureurs du club. Dave Brailsford s'installe alors à Saint-Galmier, et gagne sa vie comme surveillant d'internat et en donnant des cours d'anglais au lycée agricole de Veauchette. Il reste trois ans dans la Loire. C'est durant cette période qu'il commence à s'intéresser à ce qui deviendra son métier : « J'ai compris que je n'allais pas percer dans le vélo et je me suis passionné pour les livres de coaching science, sur les méthodes d'entraînement. » Il revient au Royaume-Uni à 23 ans pour étudier les sciences du sport et la psychologie à l'université de Chester, et obtenir un MBA à la Business School de Sheffield,,,.
Durant ces études, Dave Brailsford est soigneur pour l'équipe Neilson-Tivoli, dirigée par John Herety. Il est recommandé par celui-ci pour devenir commercial chez Muddy-Fox, fabricant de vêtements pour cyclistes. Il travaille ensuite avec un nouvel ami, Dave Loughran, comme revendeur pour la marque Planet X (en). C'est grâce à une commande de 200 vélos pour la fédération britannique de cyclisme, relayée par John Herety, qu'il fait son entrée dans cette organisation. Il est d'abord recruté en 1997 comme conseiller, pour ses « relations avec le marché du cycle », lorsque commence le financement par la loterie nationale. Sous la direction de Peter Keen, il se voit confier davantage de responsabilités. Il devient ainsi directeur de programme puis directeur de la performance, succédant à Peter Keen,. Aux Jeux olympiques de 2004, la Grande-Bretagne décroche deux médailles d'or en cyclisme, sa meilleure performance depuis 1908.
Dave Brailsford est fait membre de l'Ordre de l'Empire britannique pour sa contribution au cyclisme britannique en 2005. Il est désigné meilleur entraîneur parmi les personnalités sportives de l'année distinguées par la BBC en 2008, pour les 14 médailles dont 8 d'or décrochées par les cyclistes britanniques aux Jeux olympiques de Pékin. Il est fait commandeur de l'Ordre de l'Empire britannique en 2009,.
En 2010, Dave Brailsford devient manager de la nouvelle équipe de cyclisme sur route professionnelle britannique Sky. Dès 2012, sous sa direction, Bradley Wiggins remporte le Tour de France, tandis que Christopher Froome s'impose sur le Tour 2013. Entre les deux, aux Jeux olympiques de 2012, disputés à domicile à Londres, il dirige les cyclistes britanniques qui terminent en tête du tableau des médailles, avec huit titres. 
En janvier 2013, il est fait Knight Bachelor. En avril 2014, Brailsford démissionne de son poste de directeur des performances chez British Cycling pour se concentrer sur ses responsabilités dans l'équipe Sky. Que ce soit chez British Cycling ou sein de l'équipe Sky, il s'est fait remarquer pour son concept innovant de « gains marginaux », même si ceux-ci ont été critiqués notamment par Bradley Wiggins,. En octobre 2016, il fait son entrée au British Cycling Hall of Fame. 
Ses coureurs continuent à dominer les grands tours, avec un total de sept Tours de France (Bradley Wiggins en 2012, Christopher Froome en 2013, 2015, 2016 et 2017, Geraint Thomas en 2018 et Egan Bernal en 2019), deux Tours d'Espagne (Froome en 2011 et 2017) et trois Tours d'Italie (Froome en 2018, Tao Geoghegan Hart en 2020 et Bernal en 2021).
En mars 2018, un rapport du Parlement britannique l'accuse d'avoir couvert des pratiques de dopage. Dans son rapport, la commission d’enquête sur le dopage dans le sport indique que : « contrairement au témoignage de David Brailsford devant la commission, nous pensons que le Team Sky a utilisé des médicaments, dans les règles de l'Agence mondiale antidopage, pour améliorer les performances de ses coureurs et non pour traiter un problème médical. »,. Le rapport a conclu que Team Sky avait franchi une « ligne éthique » en exploitant la faille des autorisations d'usage à des fins thérapeutiques (AUT) pour améliorer les performances des coureurs.
Team Sky devient Team Ineos en mai 2019, en raison d'un changement de sponsor, mais il est reste comme directeur d'équipe après le changement. Lors de cette même année, il est traité pour un cancer de la prostate. En début d'année 2021, il subit une intervention chirurgicale pour résoudre des problèmes cardiaques. En décembre 2021, il est nommé directeur des sports d'Ineos, supervisant un éventail croissant d'équipes et de disciplines parrainées par le groupe. Son rôle de directeur d'équipe au sein de l'équipe Ineos Grenadiers n'est pas affecté.